# البحاریه
البحاریه (به عربی: البحاریة) یک روستا در سوریه است که در استان ریف دمشق واقع شده‌است.